# Rõuge Suurjärv
Der Rõuge Suurjärv ist ein See im südlichen Teil Estlands. Er ist der tiefste See des Landes.
Der Rõuge Suurjärv befindet sich in der Gemeinde Rõuge im Kreis Võru im Westen des Höhenzugs Haanja. Seine Fläche beträgt 0,13 km². Die tiefste Stelle des Rõuge Suurjärv liegt bei 38 m. Seine durchschnittliche Tiefe beträgt 11,9 m.
Zahlreiche Quellen speisen den See. Wichtige Fischarten sind Flussbarsch, Rotauge, Hecht und Güster.